# 銅器時代
銅器時代（どうきじだい）は、石器の使用に併行して金属器が使用された、人類文化の発展段階を指す用語である。金石併用時代、純銅器時代とも呼ばれる。青銅器時代に先行し、錫を含まない自然銅を鍛造成形して使用した段階である。

## 概要
銅器時代は中東で始まった。この期間は、伝統的な三時期法（石器時代、青銅器時代、鉄器時代）の例外に当たる過渡的なものであり、新石器時代と青銅器時代の間に位置する。 銅が広く利用されるより前に、錫等で合金化される試みが極めて急速に始まったため、銅器文化及び銅器時代の区分は困難である。
このためこの区分は、主に紀元前4千年紀前後の南東ヨーロッパ、西アジア及び中央アジアに用いられるだけである。またその場合も、一般的にヨーロッパ考古学では「銅器時代」という用語を好む一方、中東の考古学では「金石併用時代」という語句が同義として用いられる。 
ヨーロッパにおける銅器時代の好例として、アルプスのエッツタール渓谷で発見されたアイスマンがある。彼は紀元前3300年頃の人間と推定されているが、銅製の斧と燧石ナイフを所持しており、銅器時代への過渡期であったと考えられる。銅の使用に関する知識は金属自体よりはるかに広く普及し、ヨーロッパの戦斧文化では、鋳造の跡まで石に刻んで模造した、銅斧に似せた石斧を使用している。ヨーロッパのビーカー文化人は、最初に南西アジアに都市化を採用した文化同様、金石併用文化であったと考えられている。ヨーロッパ中の多くの巨石記念物がこの時期建設されたが、これはインド・ヨーロッパ祖語が話された時期とほぼ同時代であることを示唆している。
アスコ・パルポラによると、銅器時代である紀元前4300年-3200年の間、インダス文明地域の土器は、南トルクメニスタンや北イランとの類似性を示しており、この事実は無視できない人口移動と交易の存在を示唆しているという。
ヨーロッパによる征服時点で、既に銅と銅合金を使用していたアメリカ文明には、通常銅器時代の区分は適用されない。それでも、オールド・コッパー・コンプレックス（現在のミシガン州、ウィスコンシン州に位置する）では、銅を工具、武器その他の道具に利用されたことを示す遺跡もある。これらの遺跡から出土した人工物は、紀元前4000年から紀元前1000年頃のものと推定され、全世界でも最も古い遺跡の1つとして知られている。